# Streptopus lanceolatus
Streptopus lanceolatus är en liljeväxtart som först beskrevs av William Aiton, och fick sitt nu gällande namn av James Lauritz Reveal. Streptopus lanceolatus ingår i släktet Streptopus och familjen liljeväxter. Inga underarter finns listade.

## Bildgalleri

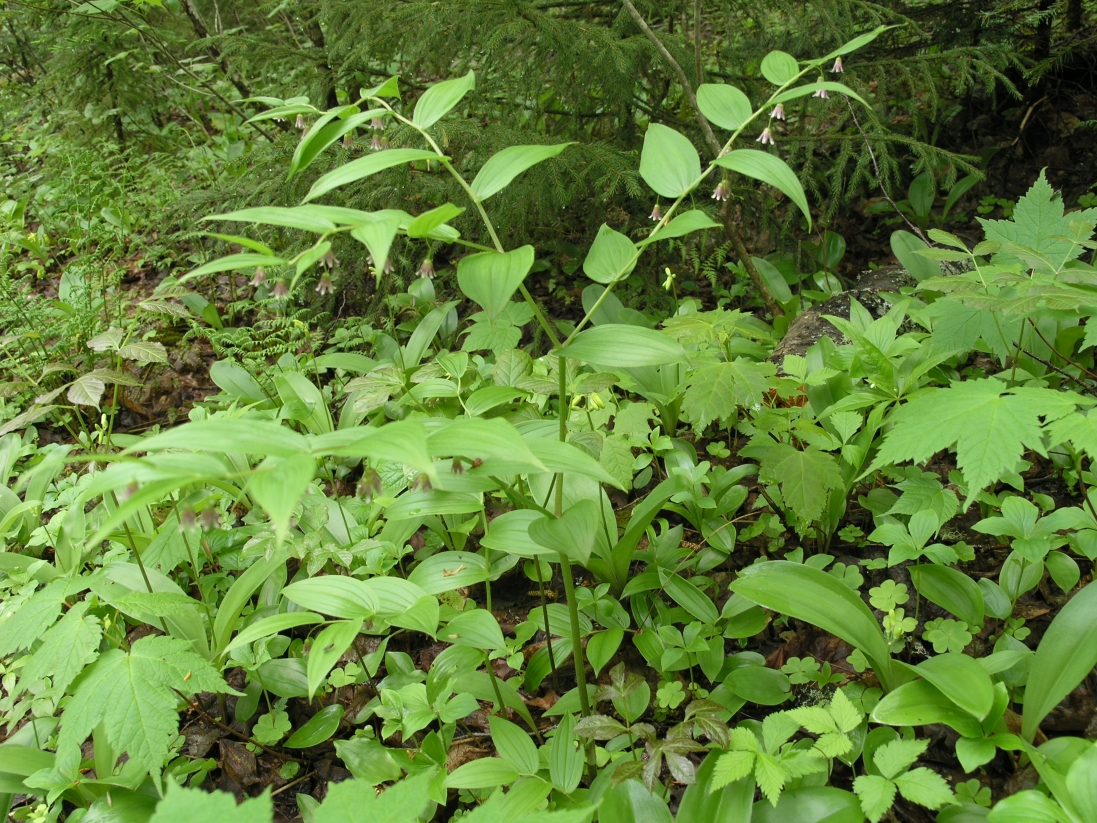
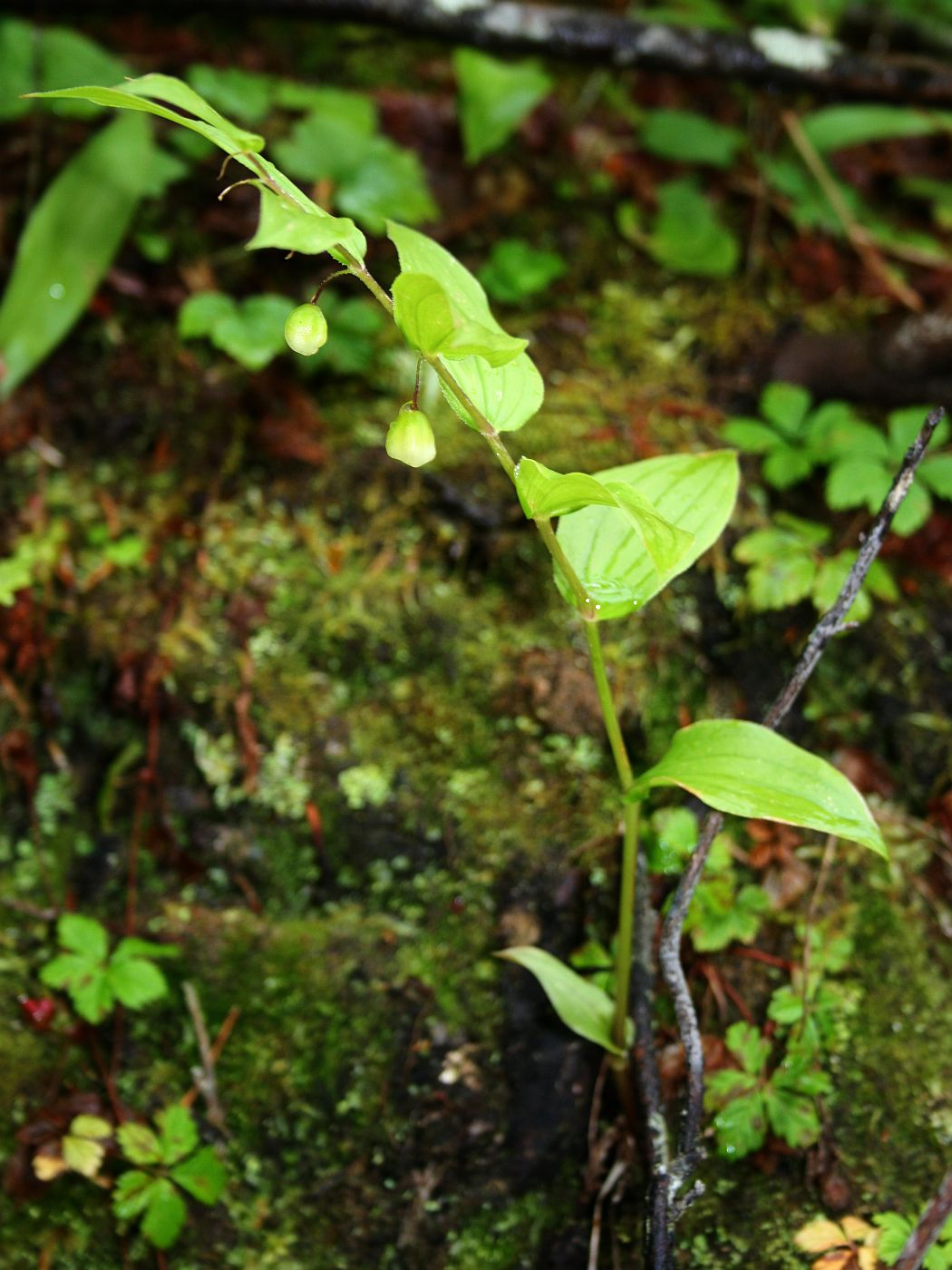
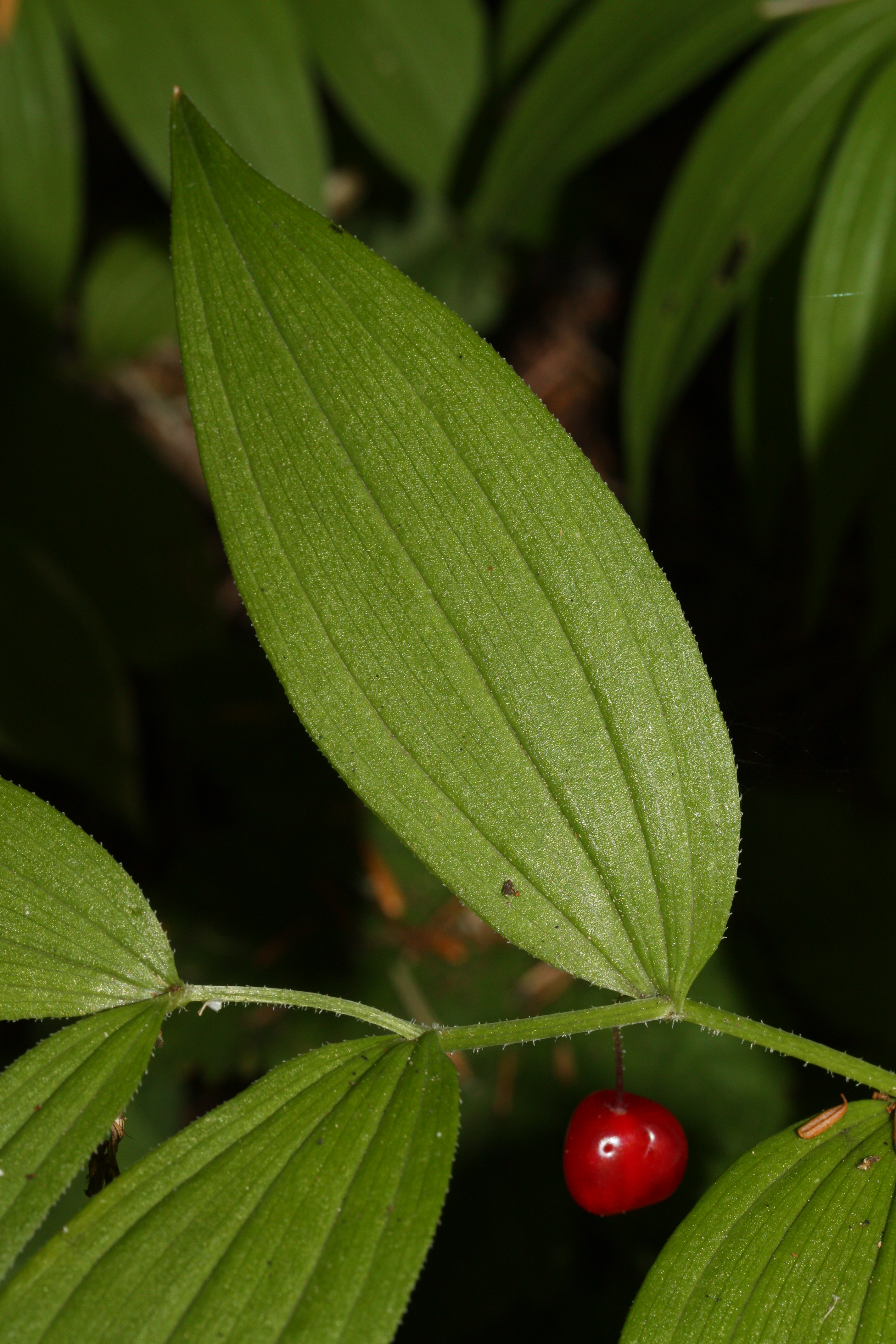
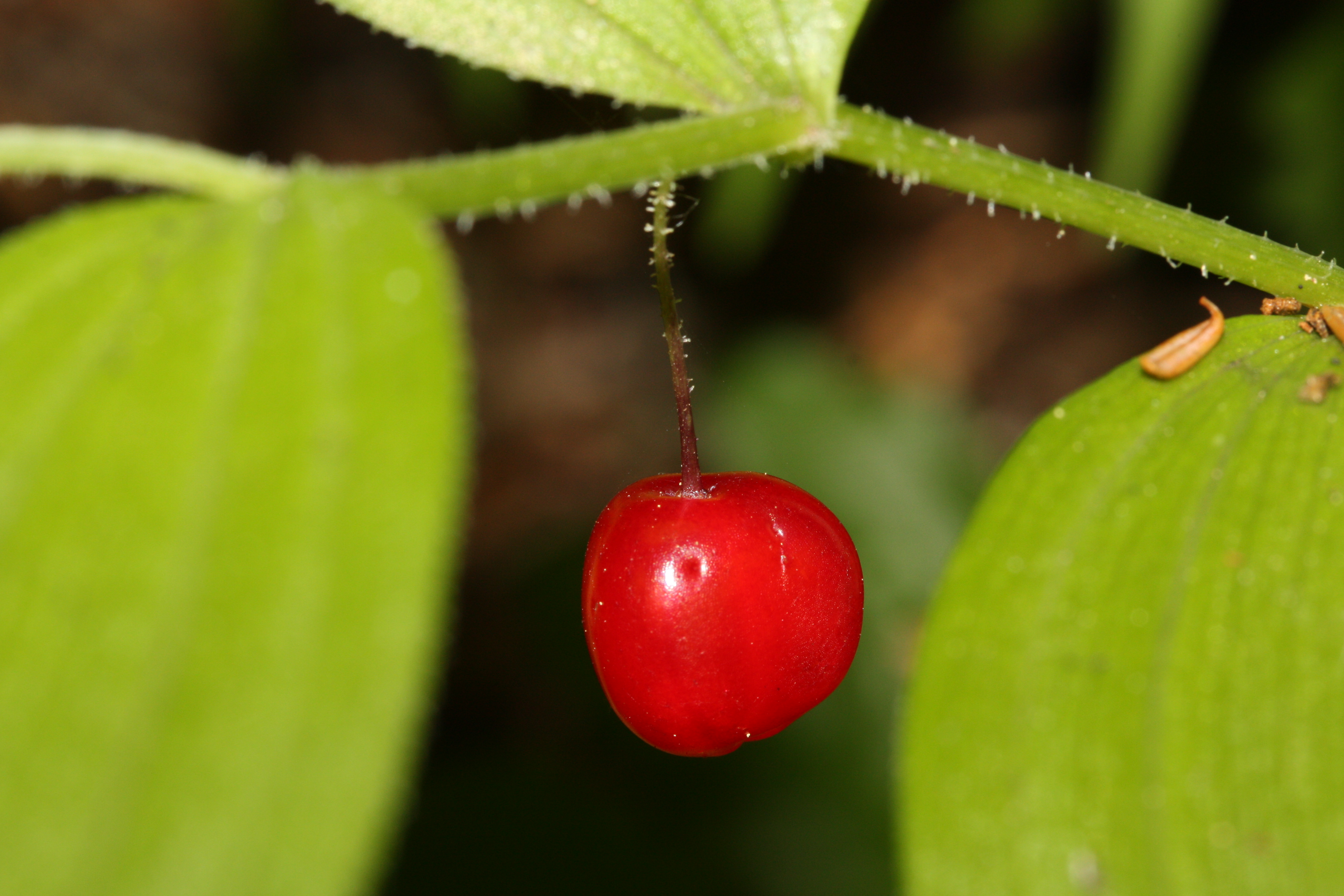
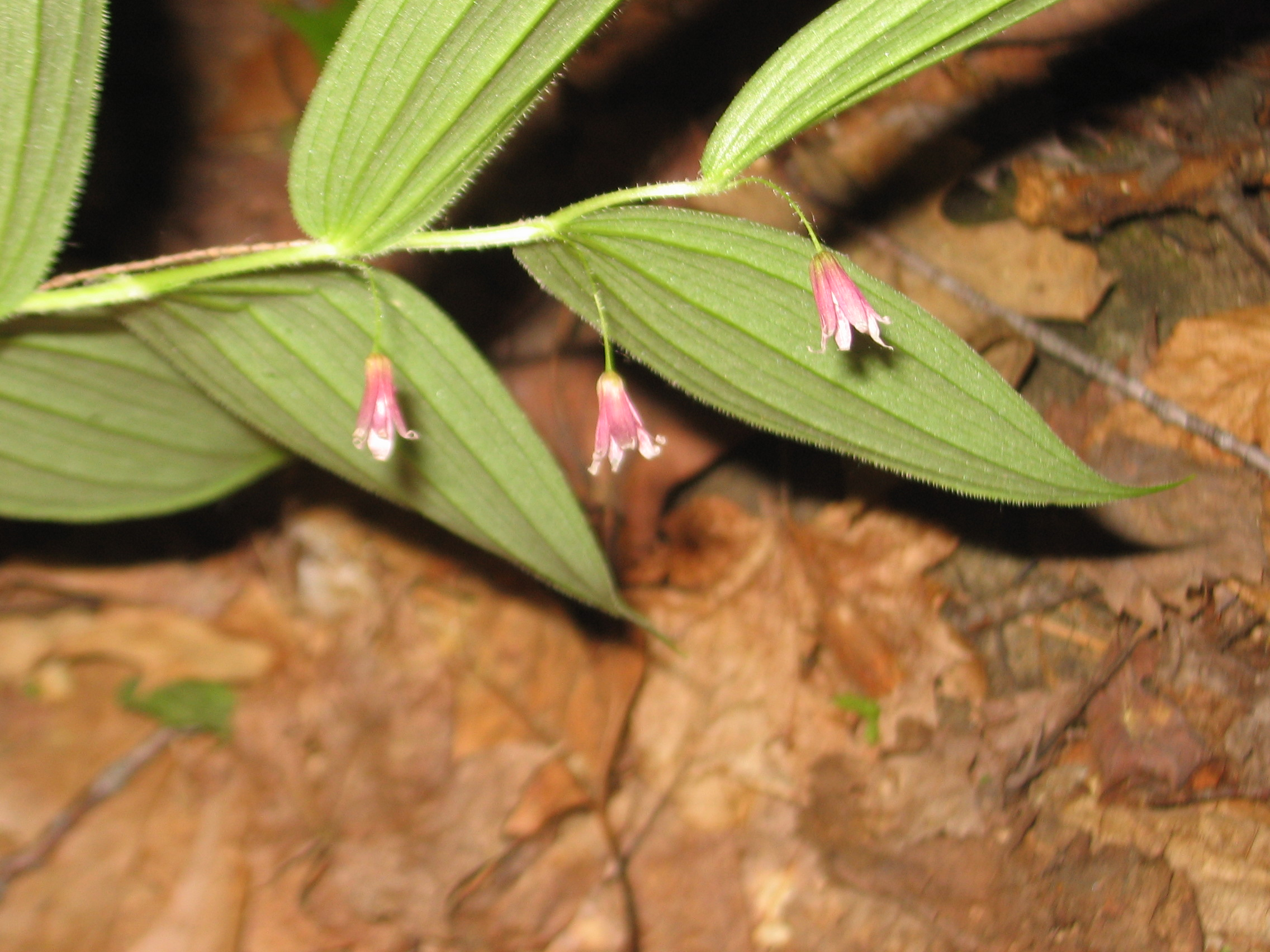
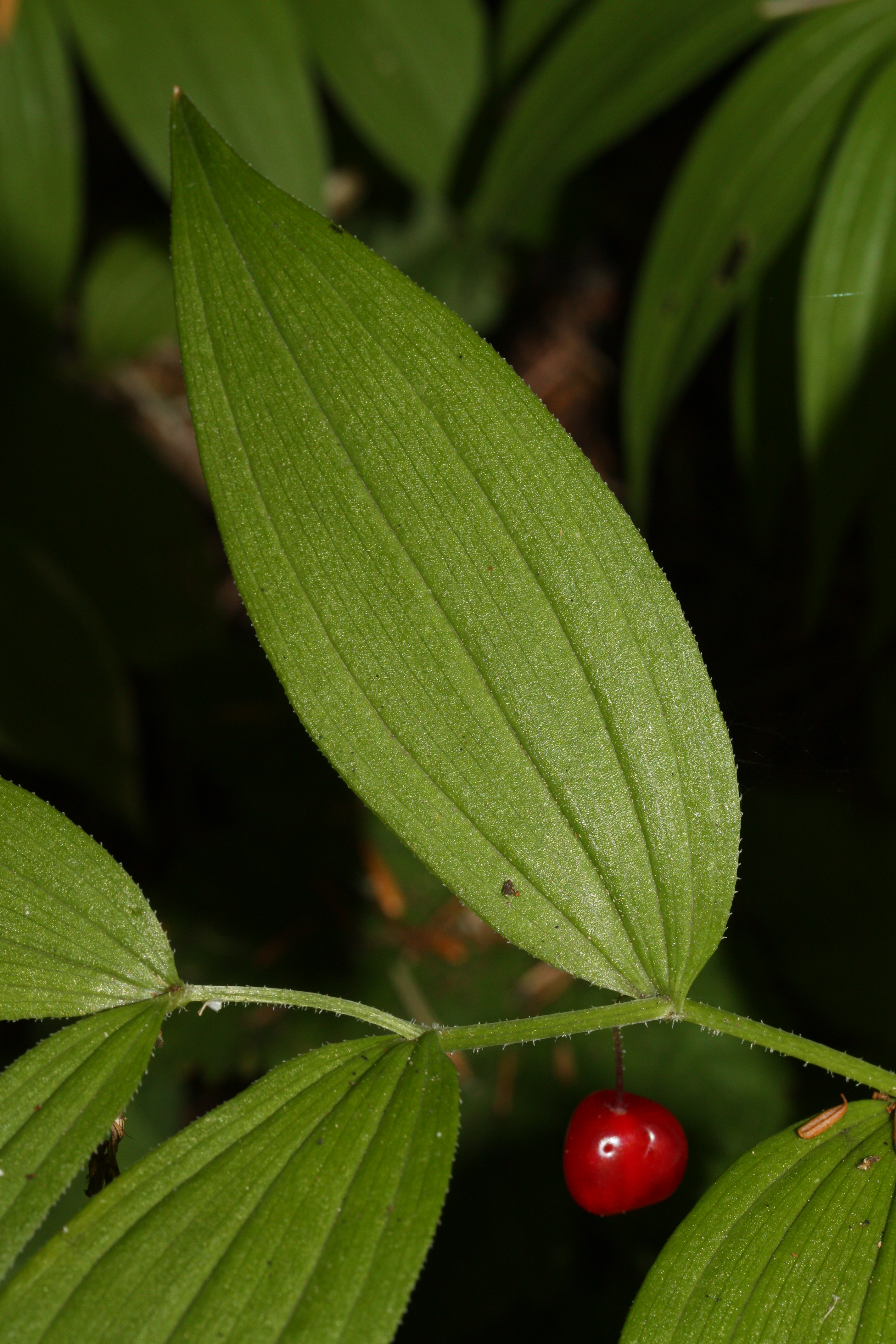